# Smal fotblomfluga
Smal fotblomfluga (Platycheirus angustatus) är en tvåvingeart som först beskrevs av Zetterstedt 1843.  Smal fotblomfluga ingår i släktet fotblomflugor, och familjen blomflugor. Arten är reproducerande i Sverige. Inga underarter finns listade i Catalogue of Life.